# Ostericum grosseserratum
Ostericum grosseserratum är en flockblommig växtart som först beskrevs av Carl Maximowicz, och fick sitt nu gällande namn av Masao Kitagawa. Ostericum grosseserratum ingår i släktet Ostericum och familjen flockblommiga växter. Inga underarter finns listade i Catalogue of Life.